# Buenos Aires Festival Internacional de Cine Independiente
El Buenos Aires Festival Internacional de Cine Independiente, más conocido por sus siglas correspondientes de BAFICI, es el festival de cine independiente más importante de Argentina. Se realiza todos los años durante el mes de abril en la ciudad de Buenos Aires. La 26ª edición se llevó a cabo del 1 al 13 de abril de 2025.
El festival, organizado por el Ministerio de Cultura del Gobierno de la Ciudad de Buenos Aires, no es un festival oficial afiliado a la FIAPF, pero se trata de un evento reconocido internacionalmente por su trascendencia.

## Historia
El Festival tuvo su primera edición en abril de 1999 organizado por la - por entonces - Secretaría de Cultura del Gobierno de la Ciudad de Buenos Aires. Se usaron importantes salas de cine, algunas de la cadena Hoyts y otras salas más tradicionales, o usualmente dedicadas al cine no comercial. El Festival tuvo más de 146 invitados ese año, entre ellos reconocidas figuras internacionales como Francis Ford Coppola, Todd Haynes o Paul Morrissey entre otros y se proyectaron más de 150 películas entre nacionales y extranjeras. La convocatoria fue de alrededor de 120.000 espectadores.
Desde entonces cada año se repite cada vez con mayor cantidad de oferta de películas y actividades, actividades paralelas (com charlas, conferencias y talleres), y con una igual de creciente convocatoria de público el Festival.
En 2011, Bafici fue reconocida por la Fundación Konex con una Mención Especial por su aporte al cine argentino.
Sus directores artísticos fueron, en orden cronológico, Andrés Di Tella, Eduardo Antín (Quintín), Fernando Martín Peña, Sergio Wolf, Marcelo Panozzo, Javier Porta Fouz.

### Acerca de Bafici
El BAFICI nació en 1999, y año a año se consolidó como uno de los Festivales de cine más destacados del mundo, con un importante reconocimiento y un lugar de privilegio en la agenda cinematográfica internacional. Es reconocido como vehículo fundamental de promoción para la producción independiente, que aquí puede mostrar los filmes más innovadores, arriesgados y comprometidos. El Festival integra, a través de su amplia programación, diversas expresiones culturales y reúne a directores consagrados y nuevos talentos en un ámbito dinámico. Con un amplio rango de películas que incluye premieres mundiales, argentinas y latinoamericanas, además de merecidas retrospectivas, es el evento más grande y prestigioso para el cine independiente en América Latina.
Las cifras de asistencia total aumentan año tras año: de los 184.500 personas que reunió en 2005, el BAFICI tuvo una concurrencia de más de 220 mil espectadores en 2008, repartidos en 1011 funciones concretadas en las 9 sedes del Festival. Estos y otros datos permiten concluir que se trató hasta ese momento de la edición más exitosa de su historia, con récord de entradas vendidas (más de 167 mil) y la novedad de un interesante ciclo de cine argentino al aire libre, en el pasaje Carlos Gardel del barrio del Abasto.
Un año después, en su edición 2009, 245 mil personas disfrutaron de las 1069 funciones y accedieron a la venta de entradas unificadas que permite comprar localidades para cualquier cine o función. Asimismo se sumó la sección BAFICITO, para los más pequeños.
La edición 2010 concluyó con un total de 280 mil personas y con un total de 200 mil entradas vendidas. En los once días que duró el Festival se proyectaron 422 películas de 48 países diferentes, totalizando 1115 funciones además de la incorporación del taller para niños ANIMATIONBOX de entrada libre y gratuita. Todo esto representa un crecimiento de un 10 % con respecto a la edición 2009, tanto de entradas vendidas como concurrencia total.
En el 2011 el BAFICI aumentó de manera considerable su número de entradas vendidas, alcanzando el récord de 210 mil. Alrededor de 300 mil personas aprovecharon la gran programación del Festival, que incluyó 438 películas (113 estrenos argentinos) proyectadas en las 11 sedes de los diferentes barrios de la Ciudad. Los más pequeños disfrutaron, además, del BAFICITO al aire libre en la pantalla de la Plaza San Martín de Tours. El Festival tuvo el orgullo de contar con la presencia de 300 artistas internacionales que formaron parte de este acontecimiento que año tras año crece y se renueva.
Los números finales de la última edición revelan el crecimiento de convocatoria y la confirmación del Festival como un verdadero acontecimiento de la nutrida agenda cultural anual de la Ciudad. En total, unas 350 mil personas participaron de la decimocuarta edición del BAFICI lo que representa un 15% más que en la edición 2011. Se vendieron 230 mil entradas, otra cifra que confirma el poder de atracción de una muestra que reúne todo tipo de cine arriesgado y original, el que no figura habitualmente en el circuito comercial de una ciudad reconocida como profundamente cinéfila. 1012 funciones con la proyección de 449 películas entre largos y cortometrajes, provenientes de países de los cinco continentes. Se proyectaron 111 títulos argentinos (52 cortos, 59 largos). El circuito de exhibición incluyó este año 23 salas repartidas en 11 sedes, con los agregados en esta edición del Planetario Galileo Galilei y su sala especial con proyecciones en sistema Full-Dome, el Centro Cultural San Martín con sus dos nuevas salas, y el Anfiteatro del Parque Centenario como sede de los ciclos de Cine al Aire Libre y BAFICITO. Buenos Aires respira cine y el público porteño, célebre por su cinefilia y fidelidad, acompaña cada edición en creciente número.

### Ediciones
- BAFICI 25: 17 al 28 de abril de 2024
- BAFICI 24: 19 de abril al 1 de mayo de 2023
- BAFICI 22: Del 17 al 28 de marzo de 2021
- BAFICI 21: Del 03 al 14 de abril de 2019
- BAFICI 20: Del 11 al 22 de abril de 2018
- BAFICI 19: Del 19 al 30 de abril de 2017
- BAFICI 18: Del 13 al 24 de abril de 2016
- BAFICI 17: Del 15 al 25 de abril de 2015
- BAFICI 16: Del 02 al 13 de abril de 2014
- BAFICI 15: Del 10 al 21 de abril de 2013
- BAFICI 14: Del 11 al 22 de abril de 2012
- BAFICI 13: Del 06 al 17 de abril de 2011
- BAFICI 12: Del 07 al 18 de abril de 2010
- BAFICI 11: Del 25 de marzo al 5 de abril de 2009
- BAFICI 10: 2008
- BAFICI 09: 2007
- BAFICI 08: 2006
- BAFICI 07: 2005
- BAFICI 06: 2004
- BAFICI 05: 2003
- BAFICI 04: 2002
- BAFICI 03: 2001
- BAFICI 02: 2000
- BAFICI 01: 1999

## Premios
El Festival cuenta con un jurado internacional y otro nacional, así como también jurados para algunas secciones específicas. Todos ellos entregan premios, que no siempre responden a una misma grilla. Los premios principales son: Mejor película, Mejor guion, Mejor Dirección, Mejor Actor, Mejor Actriz, y una o varias Menciones Especiales en las diferentes categorías: Selección Oficial Internacional, Selección Oficial Argentina, Competencia Oficial de Cortometrajes, Cine del Futuro, Competencia DERECHOS HUMANOS, entre otras. También el público del Festival vota cual ha sido su película preferida, la más votada se lleva el Premio del público. Entre los jurados paralelos entregan premios la Organización Católica para la Comunicación (Signis), la Federación Internacional de la Prensa Cinematográfica (FIPRESCI, la Asociación de Cronistas Cinematográficos de la Argentina, la Asociación Argentina de Autores de Fotografía Cinematográfica (ADF),y la Federación de Escuelas de la Imagen y el Sonido de América Latina (FEISAL)

## Premiaciones

### 19.º BAFICI 2017

#### Competencia de cortos argentinos
- [ Mención especial:María, de Manuela Gamboa ] (Argentina)
- [ Guillermo Gauna de GrupoVision Producciones ] (Argentina)
- Los Mejores Cortometrajes son tres.

Uno de estos galardones es otorgado por CINE.AR, que premia con la adquisición de derechos de para su exhibición en la pantalla de CINE.AR, el canal de televisión del INCAA para territorio argentino y CINE.AR.PLAY la plataforma de video a demanda para territorio argentino e internacional, en forma no exclusiva. Asimismo, SINSISTEMA otorga un premio de servicios de posproducción que consiste en el uso de sala de corrección de color hasta 4 jornadas y 1 máster encoding DCP para cortometraje de hasta 30 minutos. [Querida Renzo de Francisco Lezama y Agostina Gálvez (Argentina)]
El siguiente premio lo otorga SINSISTEMA, que brinda al ganador servicios de posproducción que consiste en 1 máster encoding DCP para un cortometraje de hasta 30 minutos. POMERANEC otorga el diseño de sonido y armado de bandas incluyendo la producción de música original de un cortometraje de hasta 30 minutos. Incluye 30 horas de estudio. [No aflojes, Miriam, de Ramiro Bailiarini y Rafael Federman (Argentina)]
- Por último CINEMAN brinda al siguiente cortometraje ganador el equivalente a $20.000 en alquiler de equipos de cámara. [Fiora de Martina Juncadella y Martín Vilela (Argentina)]

#### Competencia de derechos humanos
- Mención especial: El pacto de Adriana de Lissette Orozco (Chile)
- Mejor película: este premio lo otorga LATINLINGUA y consiste en la traducción al inglés o español y edición de subtítulos del corte final del largometraje. Tonsler Park, de Kevin Jerome Everson (Estados Unidos)

#### Competencia vanguardia y género
- Mención especial: Mimosas de Oliver Laxe (Marruecos, España y Francia)
- Mejor Corto - Vanguardia y Género: Premio Ex Aequo para Nuestra amiga la luna, de Velasco Broca  (España) y La disco resplandece, de Chema Garcia Ibarra (Turquía-España)
- Mejor Largo - Vanguardia y Género: Adiós entusiasmo de Vladimir Durán (Argentina-Colombia)
- Gran Premio - Vanguardia y Género lo otorga LATINLINGUA y consiste en la traducción al inglés o español y edición de subtítulos del corte final del largometraje. Ceux qui font les revolutions a moitie n’ont fait que se creuser un tombeau de Mathieu Denis y Simon Lavoie (Canadá)

#### Competencia oficial latinoamericana
- Mejor Director es auspiciado por Alta Definición Argentina, quien otorga servicios de posproducción 2K, la generación de un (1) máster DCP 2K a partir de un máster digital y 2 copias. Javier Izquierdo por la película Un secreto en la caja (Ecuador-España)
- Mejor Película, auspiciado por el INCAA, consiste en el subtitulado de la película seleccionada y en USD 2.000 por los derechos de exhibición en la Red de Salas Digitales del MERCOSUR que consiste en 30 salas de Argentina, Brasil, Paraguay y Uruguay).  Los derechos de exhibición serán de un año para todos los territorios del MERCOSUR desde su primera exhibición en cada territorio con un límite de 3 funciones en cada sala. A cidade do futuro dirigida por Cláudio Marqués y Marília Hughes (Brasil)

#### Competencia oficial Argentina
- Mención Especial: Una ciudad de provincia de Rodrigo Moreno
- Mejor Director - Competencia Oficial Argentina, auspiciado conjuntamente por Alta Definición Argentina, que premia al ganador con equipamiento de cámaras para cuatro semanas de rodaje 4K, La Burbuja sonido, que otorga un premio de posproducción de sonido y el Ministerio de Cultura del Gobierno de la Ciudad de Buenos Aires, que otorga un premio de cuarenta mil pesos ($40.000). Toia Bonino por la película Orione
- Mejor Película - Competencia Oficial Argentina, auspiciado por Cinecolor Argentina, que otorga al ganador servicios de 3 jornadas de Conformado, 5 jornadas de corrección de color y 3 jornadas de arte para efectos visuales: con Editor, Colorista y Directora de Arte, junto con la generación del DCP con 10 llaves y la inserción de los subtítulos para el largometraje ganador; Village Cines, que otorga un premio de una semana de exhibición de la película ganadora en dos de sus complejos, incluyendo el Recoleta y el Ministerio de Cultura del Gobierno de la Ciudad de Buenos Aires, que otorga un premio de ciento cincuenta mil pesos ($150.000). La vendedora de fósforos dirigida por Alejo Moguillansky y producida por Eugenia Campos Guevara

#### Competencia oficial internacional
- Mención Especial: Arábia de Affonso Uchôa y João Dumans (Brasil)
- Mejor Actuación individual para Daniela Castillo por su labor en la película Reinos de Pelayo Lira (Chile)
- Mejor Actuación de elenco es para Hoy partido a las 3 de Clarisa Navas (Argentina-Paraguay)
- Mejor Director: Carla Simón por Estiu 1993 (España)
- Premio especial del Jurado: Viejo Calavera de Kiro Russo (Bolivia-Catar)
- Mejor Película: Z Films premia al ganador con la adquisición de los derechos de comunicación pública y explotación para salas de cine, DVD y televisión del film ganador en el territorio de la Argentina. Village Cines otorga un premio de una semana de exhibición de la película ganadora en dos de sus complejos, incluyendo Recoleta. Niñato, de Adrian Orr (España)

PREMIOS NO OFICIALES
- Premio SIGNIS otorgado por la Asociación Católica Mundial para la Comunicación es para Estiu 1993, de Carla Simón (España)

Federación de Escuelas de imagen y Sonido de América Latina (FEISAL): Mención especial para Hoy partido a las 3 de la directora Clarisa Navas
- Premio FEISAL para Porto del director brasileño Gabe Klinger.
- Asociación de Argentina de Autores de Fotografía Cinematográfica (ADF): Para el director de Fotografía Pablo Paniagua por su trabajo en la película Viejo Calavera de Kiro Russo (Bolivia-Catar)
- Asociación de Cronistas Cinematográficos Argentinos (ACCA): Mejor película: La vendedora de fósforos, de Alejo Moguillansky
- Asociación Argentina de Sonidistas Audiovisuales (ASA)

- Mención especial por sonido: HORA – DÍA – MES de Diego Bliffeld.  Sonido Juan Manuel Molteni
- Mejor Sonido: El ESPANTO, de Martín Benchimol y Pablo Aparo. Sonido Manuel de Andrés
- Sociedad Argentina de Editores Audiovisuales y la Asociación Argentina de Editores Audiovisuales (SAE  EDA) otorga un premio para el trabajo de edición de Laura Bierbrauer por la película Una hermana de Sofía Brockenshire y Verena Kuri (Argentina). El premio consiste en una licencia de Avid Media Composer concedida por SVC.
- Premio FIPRESCI: Un secreto en la caja, de Javier Izquierdo (España-Ecuador)

### 18.º BAFICI 2016
La 18.ª edición del Festival se realizó entre el 13 y el 24 de abril de 2016

#### Selección oficial internacional
- Mejor Película: La larga noche de Francisco Sanctis, de Andrea Testa y Francisco Márquez (Argentina)
- Mejor Director: Tamer El Said por In the last days of the city (Egipto)
- Mejor Actor: Diego Velázquez por su labor en la película La larga noche de Francisco Sanctis, de Andrea Testa y Francisco Márquez (Argentina)
- Mejor Actriz: Liliana Trujillo, por su labor en la película Rosa Chumbe, de Jonatan Relayze (Perú)
- Premio especial del Jurado: La noche, de Edgardo Castro (Argentina)
- Mención Especial: John From, de João Nicolau (Portugal-Francia)
- Mención Especial: Rosa Chumbe, de Jonatan Relayze Chiang (Perú)

#### Selección oficial Argentina
- Mejor Película: Primero enero, de Darío Mascambroni
- Mejor Directora:  Melisa Liebenthal, por Las Lindas
- Mención Especial: Raídos, de Diego Marcone

#### Competencia de cortos argentinos
- Primer premio: Los días felices, de Agostina Guala (Argentina)
- Segundo premio: El mes del amigo, de Florencia Percia (Argentina)
- Tercer premio: Error 404, de Mariana Wainstein (Argentina)
- Menciones especiales:

- Berlín, de Luciano Salerno (Argentina)
- Un ejercicio para no olvidar, de Gabriel Bosisio (Argentina)

#### Competencia de derechos humanos
- Mención especial: Ombre della sera, de Valentina Esposito (Italia)
- Mejor película: A Maid for Each, de Maher Abi Samra (Líbano)

#### Competencia vanguardia y género
- Gran Premio: Stand by for Tape Back-up, de Ross Sutherland (Reino Unido)
- Mejor Largo: Bone Tomahawk, de S. Craig Zahler (Estados Unidos)
- Mejor Corto: Vintage Print, de Siegfried Fruhauf (Austria)

#### Competencia oficial latinoamericana
- Mejor Película: Inmortal, de Homer Etminani (Colombia/España)
- Mejor Directora: María Aparicio, por Las calles (Argentina)
- Mención Especial: La última Navidad de Julius, de Edmundo Bejarano (Bolivia)

#### Premios no oficiales
- SIGNIS:

Premio SIGNIS: La larga noche de Francisco Sanctis  de  Andrea Testa y Francisco Márquez (Argentina)
Mención especial: Le Noveau de Rudi Rosenberg (Francia)
- Federación de Escuelas de imagen y Sonido de América Latina (FEISAL):

Premio FEISAL: La larga noche de Francisco Sanctis de  Andrea Testa y Francisco Márquez y Primero enero de Darío Mascambroni
- Asociación de Argentina de Autores de Fotografía Cinematográfica (ADF): Olivier Vanaschen por su trabajo en la película Je me tue a le dire (Bélgica- Francia)
- Asociación de Cronistas Cinematográficos Argentinos (ACCA):

Mejor película: Raídos, de Diego Marcone (Argentina) y Solar, de Manuel Abramovich (Argentina)
- Sociedad Argentina de Editores Audiovisuales y la Asociación Argentina de Editores Audiovisulaes (SAE  EDA): Diego Marcone por la película Raídos, de Diego Marcone (Argentina)
- FIPRESCI: La última Navidad de Julius, de Edmundo Bejarano (Bolivia)

### 17.º BAFICI 2015
La 17.ª edición del Festival se realizó entre el 15 y el 25 de abril de 2015

#### Voto del Público
- Mejor Película Argentina: Poner al rock de moda de Santiago Charriere (Argentina)
- Mejor Película Internacional: Theeb de Naji Abu Nowar (Emiratos Árabes Unidos, Jordania, Catar, Reino Unido)
- Mejor Película BAFICITO: Astérix et le domaine des dieux de Alexandre Astier y Louis Clichy (Francia)

#### Selección oficial internacional
- Mejor Película: Court, de Chaitanya Tamhane (India)
- Mejor Director: Selección Oficial Internacional: Nadav Lapid por película The Kindergarten Teacher  (Israel)
- Mejor Actor: Vivek Gomber, por su labor en la película Court, de Chaitanya Tamhane (India)
- Mejor Actriz: Verónica Llinás, por su labor en la película La Mujer de los Perros, de  Laura Citarella y Verónica Llinás (Argentina)
- Premio especial del jurado: Songs from the North, de Soon-Mi Yoo (EE. UU. - Corea del Sur - Portugal)
- Premio especial del jurado: Ela volta na quinta, de André Novais Olivera (Brasil)

#### Selección oficial Argentina
- Mejor Película: La Princesa de Francia, de Matías Piñeiro
- Mejor Director: José Celestino Campusano por Placer y Martirio

#### Competencia de cortos argentinos
- Primer premio, auspiciado por Sinsistema: Paseo, de Renzo Cozza (Argentina)
- Segundo premio, auspiciado por Sinsistema: Enfrentar animales salvajes, de Jerónimo Quevedo (Argentina)
- Tercer premio, auspiciado por Pomeranec: Atardecer, de Violeta Uman (Argentina)
- Menciones:

Despedida, de Pablo Paniagua Baptista (Argentina / Bolivia)
Nexquipayac, de Edén Bastida Kullick y Celeste Contratti  (Argentina / México)

#### Competencia de derechos humanos
- Mejor película: Over the Years, de Nikolaus Geyrhalter (Austria)

#### Competencia vanguardia y género
- Gran Premio - Vanguardia y Género: Léone, mère &  fils, de Lucile Chaufour (Francia)
- Mejor Largo - Vanguardia y Género: Letters to Max, de Eric Baudelaire (Francia)
- Mejor Corto - Vanguardia y Género: World of tomorrow, de Don Hertzfeldt (EE. UU.)
- Mención especial: The Royal Road, de Jenni Olson (EE. UU.)

#### Premios no oficiales
- SIGNIS

Mención especial: Ela volta na quinta, de André Novais Olivera (Brasil)
Primer SIGNIS: Court, de Chaitanya Tamhane (India)
Federación de Escuelas de imagen y Sonido de América Latina (FEISAL):
- Mención Especial: La Princesa de Francia, de Matías Piñeiro (Argentina)
- Premio FEISAL para Lulú de Luis Ortega (Argentina)
Asociación de Argentina de Autores de Fotografía Cinematográfica (ADF): 
- Para el director de Fotografía Martin Gschlacht por su trabajo en la película Goodnight
- Mommy (Austria), de Veronika Franz y Severin Fiala.
Asociación de Cronistas Cinematográficos Argentinos (ACCA):
- Mejor película: La sombra de Javier Olivera (Argentina)
- 1.ª mención: Al centro de la Tierra de Daniel Rosenfeld (Argentina)
- 2.ª mención: Idilio de Nicolás Aponte Aragón Gutter (Argentina)
Sociedad Argentina de Editores Audiovisuales y la Asociación Argentina de Editores Audiovisulaes (SAE  EDA)
Para el trabajo de edición de Federico Pintos e Ian Kornfeld por la película Generación Artifical, de Federico Pintos (Argentina)
FIPRESCI:
Court, de Chaitanya Tamhane (India).

### 16.º BAFICI 2014
La 16.ª edición del Festival se realizó entre el 02 y el 13 de abril de 2014
La única película de esta edición que vale la pena mencionar es Mauro de Hernán Rosselli, ganadora en la Competencia Internacional del Premio Especial del Jurado y el FIPRESCI.

#### Voto del Público
- Mejor Película Argentina - Premio del público ISAT – Cinecolor
- ISAT otorgará un premio de USD $5.000 (con posibilidad de compra de derechos)
- Mejor Película Internacional - Premio del público ISAT – Cinecolor
- ISAT otorgará un premio de USD $5.000 (con posibilidad de compra de derechos)
- Mejor Película BAFICITO

#### Competencia de Derechos Humanos
- Mejor Película

#### Vanguardia y Género
- Gran Premio
- Mejor Largometraje
- Mejor Cortometraje

#### Competencia de Cortos Argentinos
- Primer premio. Sinsistema otorga un premio de servicios de posproducción que consiste en el uso de sala de corrección de color hasta 4 jornadas y 1 master encoding DCP para cortometraje de hasta 30 minutos
- Segundo premio. Sinsistema otorga un premio de servicios de posproducción que consiste en 1 master encoding DCP para cortometraje de hasta 30 minutos.

#### Competencia Oficial Argentina
- Mejor Director - Selección Oficial Argentina. Alta Definición Argentina y La Burbuja Sonido otorgarán un premio conjunto de 4 semanas de rodaje 2K/4K y posproducción de sonido. Asimismo, el Ministerio de Cultura otorga un subsidio de diez mil pesos.
- Mejor Película - Selección Oficial Argentina. El Ministerio de Cultura otorga un subsidio de ciento cincuenta mil pesos. Cinecolor otorga los servicios de 3 jornadas de Conformado, 5 jornadas de corrección de color, 3 jornadas de arte para efectos visuales: con editor, colorista y directora de arte y la digitalización para DCP, generación de DCP del largometraje con 10 llaves para un próximo proyecto del director. Village Cines otorga un premio de una semana de exhibición en dos de sus complejos, incluyendo el de Recoleta, en fecha a coordinar.

#### Competencia Oficial Internacional
- Mejor Actriz
- Mejor Actor
- Mejor Director
- Premio especial del Jurado
- Mejor Película: Z Films otorga a la Mejor Película la adquisición de los derechos de dicha película para cine, DVD y TV en Argentina, por un monto total de cinco mil dólares. Village Cines otorga un premio de una semana de exhibición en dos de sus complejos, incluyendo el de Recoleta, en fecha a coordinar.

### 15.º BAFICI 2013

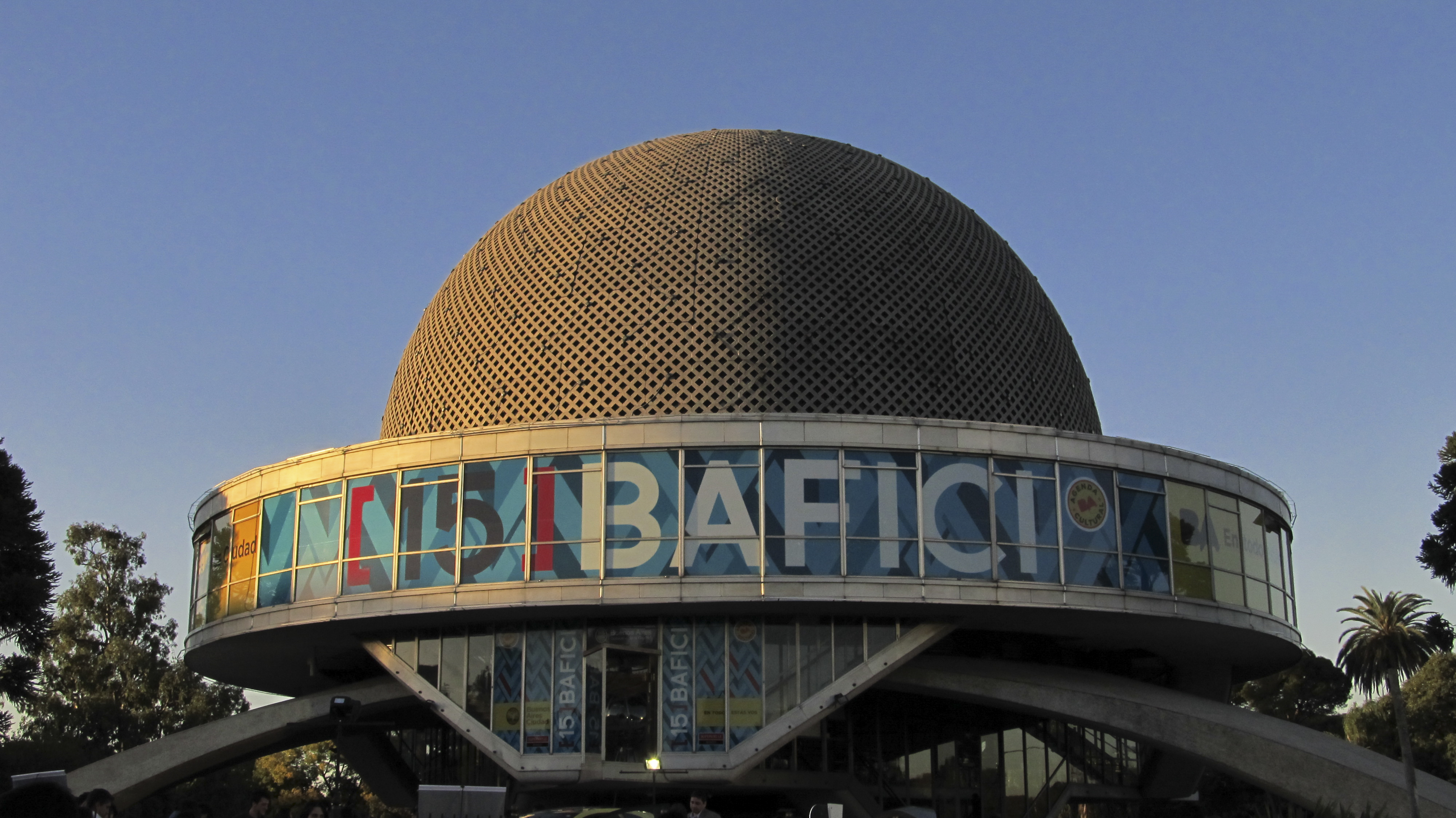
El Planetario Galileo Galilei fue una de las sedes del festival

La 15.ª edición del Festival se realizó entre el 10 y el 21 de abril de 2013

#### Selección Oficial Internacional
- Mejor Actriz: María Villar, Agustina Muñoz, Elisa Carricajo y Romina Paula por Viola
- Mejor Actor: Francesco Carril, por Los Ilusos
- Mejor Director: Matt Porterfield, por I used to be darker
- Mejor Película: Berberian Sound Studio, de Peter Strickland
- Mención Especial: Playback, de Antoíne Cattin y Pavel Kostomarov
- Premio Especial del Jurado: Leones, de Jazmín López

#### Selección Oficial Argentina
- Mejor Director: Raúl Perrone por P3ND3J05
- Mejor Película: La paz, de Santiago Loza
- Mención Especial: El loro y el cisne, de Alejo Moguillansky
- Selección Oficial de Cortometrajes
- Primer premio: 9 Vacunas, de Iair Said
- Segundo premio: Yo y Maru 2012, de Juan Renau
- Mención: La mujer perseguida de Jerónimo Quevedo
- Mención: Un sueño recurrente de Santiago Esteves

#### Vanguardia y Género
- Gran Premio: Arraianos, de Eloy Enciso
- Mejor Largometraje: Joven y alocada, de Marialy Rivas
- Mejor Cortometraje: A story for the Modlins, de Sergio Oksman

#### Competencia de Derechos Humanos
- Mejor Película: Materia Oscura, de Massimo D’Anolfi y Martina Parenti
- Mención: My Afghanistan, Life in the Forbidden Zone, de Nagieb Khaja

#### Voto del público
- Mejor película Argentina: Ramón Ayala de Marcos López
- Mejor película Extranjera: AninA de Alfredo Soderguit
- Mejor película BAFICITO: Rodencia y el diente de la princesa de David Bisbano

### 14.º BAFICI 2012
La 14.ª edición del Festival se realizó entre el 11 y el 22 de abril de 2012

#### Selección Oficial Internacional
- Mejor Película auspiciado por Z Films y Hoyts: Policeman, de Nadav Lapid
- Mejor Director para: Nadav Lapid, por Policeman.
- Mejor Actriz para: Zoé Heran por Tomboy..
- Mejor Actor para: Martín Piroyansky por La araña vampiro..
- Premio Especial del Jurado para: Germania, de Maximiliano Schonfeld.
- Distinción a Mejor Película Argentina auspiciada por Fuji para: La araña vampiro, de Gabriel Medin.

#### Selección Oficial Argentina
- Premio Mejor Película auspiciado por el Ministerio de Cultura del Gobierno de la Ciudad de Buenos Aires, Hoyts, Cinecolor y Kodak para Papirosen, de Gastón Solnicki.
- Premio Mejor Director auspiciado por Alta Definición Argentina, Metrovisión, La Burbuja Sonido, DAC y el Ministerio de Cultura del Gobierno de la Ciudad de Buenos Aires para: Luis Ortega (Dromómanos).
- Mención Especial para La chica del sur, de José Luis García.
- Distinción Mejor Tratamiento de la imagen auspiciado por Kodak para: Igual si llueve, de Fernando Gatti (Director de Fotografía: Román Cárdenas).

#### Competencia Oficial de Cortometrajes
- Mejor Cortometraje auspiciado por El Observatorio para: El amor cambia, de Ignacio Ceroi.
- Mejor Cortometraje auspiciado por El Observatorio para: Noelia, de María Alché.
- Mejor Cortometraje auspiciado por Kodak para: Pude ver un puma, de Eduardo Williams.

#### Cine del Futuro
- Mejor Película auspiciado por I.SAT para: É na Terra não é na Lua, de Gonçalo Tocha.
- Mención para: Ok, Enough, Goodbye de Rania Attieh y Daniel García.

#### Competencia Derechos Humanos
- Premio: Sibila, de Teresa Arredondo.

#### Competencia UNICEF
- Premio: A Place of Her Own, de Sigal Emanuel.
- Mención para: Kauwboy, de Boudewijn Koole.

#### Premio FIPRESCI
- Premio: Tomboy, de Céline Sciamma.

#### Premio SIGNIS
- Premio: Tomboy, de Céline Sciamma.

#### Premio ADF
- Premio al Director de Fotografía: Julián Apezteguía por Los salvajes, de Alejandro Fadel.

#### Premio Asociación Cronistas Cinematográficos Argentinos
- Premio: Villegas, de Gonzalo Tobal

#### Premio FEISAL
- Premio: Germania, de Maximiliano Schonfeld.
- Mención especial: De jueves a domingo, de Domingo Sotoyomayor.
- Mención especial: Villegas, de Gonzalo Tobal.

### 13.º BAFICI 2011
La 13.ª edición del Festival se realizó entre el 6 y el 17 de abril de 2011

#### Selección Oficial Internacional
- Mejor Película auspiciado por Z Films y Hoyts: Qu’ils reposent en révolte (des figures de guerres) de Sylvain George (Francia)
- Mejor Director para: Athina Rachel Tsangari por Attenberg (Grecia)
- Distinción a Mejor Película Argentina auspiciada por Fuji para: Yatasto de Hermes Paralluelo (Argentina)
- Mejor Actor para: Jorge Jelinek por La vida útil, de Federico Veiroj (Uruguay / España)
- Mejor Actriz para: Jeanne Ballibar por At Ellen´s Age de Pia Marais (Alemania)
- Premio Especial del Jurado para: El estudiante de Santiago Mitre (Argentina)
- Mención especial para: Mercado de Futuros de Mercedes Álvarez (España)
- Mención especial para: Las marimbas del infierno de Julio Hernández Cordón (Guatemala / Francia / México)
- Mención especial para: Os Monstros de Guto Parente, Luiz Pretti, Pedro Diógenes y Ricardo Pretti (Brasil)

#### Selección Oficial Argentina
- Premio Mejor Película auspiciado por el Ministerio de Cultura, Hoyts, Cinecolor y Kodak para: La carrera del animal de Nicolás Grosso (Argentina)
- Premio Mejor Director auspiciado por Alta Definición Argentina – Metrovisión, La Burbuja Sonido y el Ministerio de Cultura para: Román Cárdenas por Las Piedras (Argentina)
- Distinción Mejor Fotografía auspiciado por Kodak para Iván Fund y Eduardo Crespo por Hoy no tuve miedo de Iván Fund (Argentina)

#### Competencia Oficial de Cortos Argentinos
- Mejor Cortometraje auspiciado por El Observatorio para: El juego de Benjamín Naishtat (Argentina / Francia)
- Mejor Cortometraje auspiciado por El Observatorio para: Soy tan feliz de Vladimir Durán (Argentina)
- Mejor Cortometraje auspiciado por Kodak para: La fiesta de casamiento de Gastón Margolin y Martín Morgenfeld (Argentina)

#### Cine del Futuro
- Mejor Película auspiciado por I.SAT para: Verano de Goliat de Nicolás Pereda (México / Canadá)
- Mención para: Year Without a Summer de Tan Chui Mui (Malasia)

#### Competencia de Derechos Humanos
- Premio ex aequo para: Palazzo delle Aquile de Stefano Savona, Alessia Porto y Ester Sparatore (Francia / Italia) y Fix Me de Raed Andoni (Palestina / Suiza / Francia)
- Mención para Jean Gentil de Israel Cárdenas y Laura Amelia Guzmán (República Dominicana / México/ Alemania)
- Mención para El Casamiento de Aldo Garay (Uruguay)

#### Voto del Público
- Mejor Película Extranjera: The Ballad of Genesis and Lady Jay
- Mejor Película Argentina: Novias - Madrinas - 15 años, de Diego Levy y Pablo Levy
- Mejor Película del BAFICITO: Allez raconte! de Jean-Christophe Roger

#### FEISAL
- Premio: El estudiante de Santiago Mitre (Argentina)
- Mención especial: Yatasto de Hermes Paralluelo (Argentina)
- Mención especial: La vida útil de Federico Veiroj (Uruguay/ España)

#### PREMIO ASOCIACIÓN CRONISTAS CINEMATOGRÁFICOS ARGENTINOS
•	Premio: Ostende de Laura Citarella

#### PREMIO ADF
- Premio a los Directores de Fotografía: Gustavo Biazzi, Soledad Rodríguez, Federico Cantini y Alejo Maglio por su labor en la película El estudiante de Santiago Mitre (Argentina).

#### PREMIO SIGNIS
- Premio: Morgen del director Marian Crisan (Rumania/ Francia/ Hungría)
- Mención especial: Norberto apenas tarde de Daniel Hendler (Uruguay/ Argentina)

#### PREMIO FIPRESCI
- Premio: Qu’ils reposent en révolte (des figures de guerres) de Sylvain George (Francia)

#### PREMIO UNICEF
- Premio: Yatasto de Hermes Paralluelo (Argentina)
- Mención para: Kick in Iran de Fatima Geza Abdollahyan (Alemania)

### 12.º BAFICI 2010
La 12.ª edición del Festival se realizó entre el 7 y el 18 de abril de 2010

#### Selección Oficial Internacional
- Mejor película: Alamar, de Pedro González-Rubio (México).
- Mejor Director: Corneliu Poromboiu por Police, Adjective (Rumania).
- Premio Especial del Jurado: La bocca del lupo, de Pietro Marcello (Italia).
- Distinción a Mejor Película Argentina: Lo que más quiero, de Delfina Castagnino.
- Mejor Actor: Dragos Bucur por Police, Adjective (Rumania).
- Mejor Actriz: compartido para Pilar Gamboa y María Villar por Lo que más quiero (Argentina).

#### Selección Oficial Argentina
- Mejor Película: Invernadero, de Gonzalo Castro.
- Mejor Director: Iván Fund y Santiago Loza por Los labios.
- Premio Especial del Jurado: Somos nosotros, de Mariano Blanco.
- Distinción Mejor Fotografía: Las pistas – Lanhoyij-Nmitaxanaxac, de Sebastián Lingiardi.

#### Competencia Cine del Futuro
- Mejor Película: Morrer como un homem, de João Pedro Rodríguez (Francia - Portugal).
- Mención: Sewer, de Sherad Anthony Sánchez (Filipinas).

#### Competencia Oficial de Cortometrajes
- Mejor Cortometraje: Sábado uno, de Ignacio Rogers (Argentina).
- Mejor Cortometraje: Mientras paseo en cisne, de Lara Arellano (Argentina).
- Mejor Cortometraje: La mia casa, de Marcelo Scoccia (Argentina).
- Mención: Los árboles se mueven, de Christian Nunclares y Sergio Subero (Argentina).

#### Competencia Derechos Humanos
- Mejor película: Cuchillo de palo, de Renate Costa (España - Paraguay).
- Mención: Octubre Pilagá, relatos sobre el silencio, de Valeria Mapelman (Argentina).
- Mención: Petition, de Zhao Liang (China -Francia).
- Mención: El Rati Horror Show, de Enrique Piñeyro (Argentina).

### 11.º BAFICI 2009
La 11.ª edición del festival se realizó entre el 25 de marzo y el 5 de abril de 2009.

#### Selección Oficial Internacional
- Mejor Película: Aquele Querido Mês de Agosto, de Miguel Gomes (Portugal).
- Mención Especial del Jurado: Todos Mienten, de Matías Piñeiro (Argentina).
- Distinción a Mejor Película Argentina: Todos Mienten, de Matías Piñeiro (Argentina).
- Mejor Actor: Alfredo Castro por Tony Manero, de Pablo Larraín (Chile).
- Mejor Actriz: Maria Dinulescu por Hooked (Rumania).
- Premio Especial del Jurado: Gasolina de Julio Hernández Cordón (Guatemala).
- Mejor Director: Maren Ade por Everyone Else (Alemania).

#### Selección Oficial Argentina
- Premio Mejor Película: Castro de Alejo Moguillansky.
- Distinción Mejor Fotografía: Gustavo Biazzi por la película Castro.
- Premio Especial del Jurado: Rosa Patria de Santiago Loza.
- Premio Mejor Director: Pablo Agüero por 77 Doronship.

#### Competencia Cine del Futuro
- Mejor Película: La neige au village, de Martin Rit (Francia).
- Mención para Filmefobia, de Kiko Goifman (Brasil)

#### Competencia Oficial de Cortometrajes
- Mejor Cortometraje auspiciado por CIEVYC para Pehuajó, de Catalina Marín (Argentina - Uruguay)
- Mejor Cortometraje auspiciado por CIEVYC para Yo, Natalia, de Guillermina Pico (Argentina)
- Mejor Cortometraje auspiciado por Kodak para Silencio en la sala, de Felipe Gálvez Haberle (Argentina)

#### Competencia Derechos Humanos
- Mejor película para Bagatela, de Jorge Caballero (Colombia).
- Mención para NoBody’s Perfect, de Niko Von Glasow (Alemania)
- Mención para La Mère, de Antoine Cattin y Pavel Kostomarov (Suiza y Rusia).
- Mención para La Fortresse, de Fernand Melgar (Suiza).

#### Asociación de Cronistas Cinematográficos Argentinos (ACCA)
- Mejor película para Tekton, de Mariano Donoso.

### 10.º BAFICI 2008
La 10.ª edición del festival se realizó entre el 8 y 20 de abril de 2008.

#### Selección oficial internacional
- Mejor Película: Intimidades de Shakespeare y Víctor Hugo, de Yulene Olaizola (México)
- Mejor Director: Lance Hammer por Ballast (Estados Unidos)
- Premio Especial del Jurado: Night Train, de Diao Yinan (China)
- Mejor Actriz: Liu Dan por Night Train (China)
- Mejor Actor: Kang Sheng Lee por Help Me Eros (Taiwán)
- Mención Especial: Profit Motive and the Whispering Wind, de John Gianvito (Estados Unidos)
- Mención Especial: Una semana solos, de Celina Murga (Argentina)
- Mención Especial: "Cochochi", de Israel Cárdenas y Laura A. Guzmán (México) (Rep. Dom.)
- Selección Oficial de Cortometrajes: El contrabajo, de Alejo Franzetti; Ahendu nde sapukai (Oigo tu grito), de Pablo Lama; Fedra o la desesperación, de Gustavo Galuppo.

#### Selección oficial argentina
- Mejor Película: Unidad 25, de Alejo Hoijman, (Argentina-España-Francia)
- Mejor Director: Gonzalo Castro por Resfriada
- Mención Especial: Süden, de Gastón Solnicki
- Premio Especial del Jurado Kodak-Cinecolor Argentina: Historias extraordinarias, de Mariano Llinás.

### 9.º BAFICI 2007
- Mejor Película: In Between Days, de So Yong-Kim (Estados Unidos, Canadá, Corea del Sur)
- Mejor Director: Hugo Vieira da Silva, por Body Rice (Portugal)
- Premio Especial del Jurado: Estrellas, de Federico León y Marcos Martínez (Argentina)
- Mejor Actriz: Jiseon Kim, por In Between Days.
- Mejor Actor: Arturo Goetz, por El Asaltante (Argentina).
- Selección Oficial Argentina (Mejor Película): UPA! Una película Argentina, de Santiago Giralt, Camila Toker y Tamae Garateguy.
- Selección Oficial de Cortos (Mejor Cortometraje): ABC, etc, de Sergio Subero (Argentina).

### 8.º BAFICI 2006
El Jurado de la Selección Oficial Internacional solo se expidió sobre dos rubros:
- Mejor Película: En el hoyo de Juan Carlos Rulfo (México)
- Premio Especial del Jurado: Sehnsucht – Longing de Valeska Grisebach (Alemania)

### 7.º BAFICI 2005
- Mejor Película: El cielo gira de Mercedes Álvarez (España)
- Mejor Director: Ilya Khrzhanovsky por 4 (Chetyre) (Rusia)
- Mejor Actor: Mohammad Bakri por Domicilio privado (Italia)
- Mejor Actriz: Eva Löbau por The Forest For The Trees (Alemania)
- Premio Especial del Jurado: La escurridiza, o cómo esquivar el amor de Abdellatif Kechiche (Francia)
- Menciones del Jurado: Monobloc de Luis Ortega (Argentina) y Spying Cam de Cheol-Mean Whang (Corea del Sur)
- Premio del público: Película nacional: Cándido López, los campos de batalla de José Luis García y Película extranjera: El cielo gira de Mercedes Álvarez

### 6.º BAFICI 2004
- Mejor Película: Parapalos, de Ana Poliak (Argentina)
- Mejor Director: Royston Tan -por 15 (Fifteen) (Singapur)
- Premio Especial del Jurado: Las horas del día, de Jaime Rosales (España)
- Mejor Actor: Pietro Sibille, por Días de Santiago (Perú)
- Mejor Actriz: Hwang Jeong-min, por Save the Green Planet! (Corea del Sur)

### 5.º BAFICI 2003
- Mejor Película: Waitting for Happiness , de Abderrahmane Sissako (Mauritania)
- Mejor Director: Apichatpong Weerasethakul, por Blissfully Yours (Tailandia)
- Premio Especial del Jurado: Ana y los otros, de Celina Murga (Argentina)
- Mejor Actor: Alejandro Ferretis por Japón (película) (México)
- Mejor Actriz: Séverine Caneele por Une part du ciel (Francia, Bélgica, Luxemburgo)
- Mención especia del Jurado: Los rubios, de Albertina Carri (Argentina)

### 4.º BAFICI 2002
- Mejor Película: Tornando a casa, de Vincenzo Marra (Italia)
- Mejor Director: Michael Gilio, por Kwik Stop (EE. UU.)
- Mejor Actriz: Ronit Elkabetz, por La mujer de mi vida (Israel/Francia)
- Mejor Actor: Lennie Burmeister, por Bungalow (Alemania)
- Premio Especial del Jurado: Tan de repente, de Diego Lerman (Argentina)
- Mención del Jurado: Lavoura Arcaica, de Luiz Fernando Carvalho (Brasil)

### 3.º BAFICI 2001
- Mejor Película: Platform (Zhan Tai). Dirigida por Jia Zhangke, China (2000)
- Mejor Director: Nuri Bilge Ceylan por Nubes de Mayo (Clouds of May), Turquía (2000)
- Premio Especial: The Mad Songs of Fernanda Hussein. Dirigida por John Gianvito, Estados Unidos (2000)
- Mejor Actor: Daniel Hendler, Jorge Temponi y Alfonso Tort por 25 watts. Dirigida por J. P. Rebella y P. Stoll, Uruguay (2001)
- Mejor Actriz: Yuko Nakamura por Hotaru. Dirigida por Naomi Kawase, Japón (2000)
- Mención especial: La pizarra. Dirigida por Samira Makhmalbaf, Irán (2000)

### 2.º BAFICI 2000
- Premio a la Mejor Película: Ressources humaines (Francia) de Laurent Cantet.
- Premio a la Mejor Dirección: Noemie Lvovsky por La vida no me asusta (Francia).
- Premio al Mejor Guion: Sasa Gedeon, por El regreso del idiota (República Checa).
- Premio al Mejor Actor: Ewen Bremmer, por Julien Donkey-Boy (Estados Unidos).
- Premio compartido a la Mejor Actriz: Anna Geislerová y Tatiana Vllhelmová, por El regreso del idiota (República Checa).
- Mención Especial: Enrique Piñeyro (actor) por Esperando al Mesías.
- Premio del público: Ressources humaines (Francia).

### 1.º BAFICI 1999
- Premio a la Mejor Película y al Mejor Guion: La Vida Después de la Muerte (Japón) de Kore-Eda Hirokazu.
- Premio al Mejor Director: Mundo Grúa (Argentina) de Pablo Trapero.
- Premio al Mejor Actor: Luis Margani por Mundo Grúa.
- Premio a la Mejor Actriz: Monic Hendrickx por La Novia Polaca (Holanda).
- Premio del público: La manzana (Irán) de Samira Makhmalbaf.